# 毛木通
毛木通（学名：Clematis buchananiana）为毛茛科铁线莲属下的一个种。

## 扩展阅读
- 維基物種上的相關：毛木通